# Titularbistum Suacia
Suacia ist ein Titularbistum der römisch-katholischen Kirche.
Es geht zurück auf einen antiken Bischofssitz in der gleichnamigen Stadt, die sich in der römischen Provinz Dalmatia Superior befand. Der Bischofssitz war der Kirchenprovinz Doclea zugeordnet.
| Titularbischöfe von Suacia |                                                        |                                                 |                   |                   |
| Nr.                        | Name                                                   | Amt                                             | von               | bis               |
| 1                          | Denis J. Moynihan                                      | emeritierter Bischof von Kerry (Irland)         | 17. Juli 1969     | 10. Dezember 1970 |
| 2                          | Charles Roman Koester                                  | Weihbischof in Saint Louis (USA)                | 2. Januar 1971    | 24. Dezember 1997 |
| 3                          | Richard Edmund Pates                                   | Weihbischof in Saint Paul and Minneapolis (USA) | 22. Dezember 2000 | 10. April 2008    |
| 4                          | Bernardito Cleopas Auza Titularerzbischof pro hac vice | Apostolischer Nuntius                           | 8. Mai 2008       |                   |